# Flora III

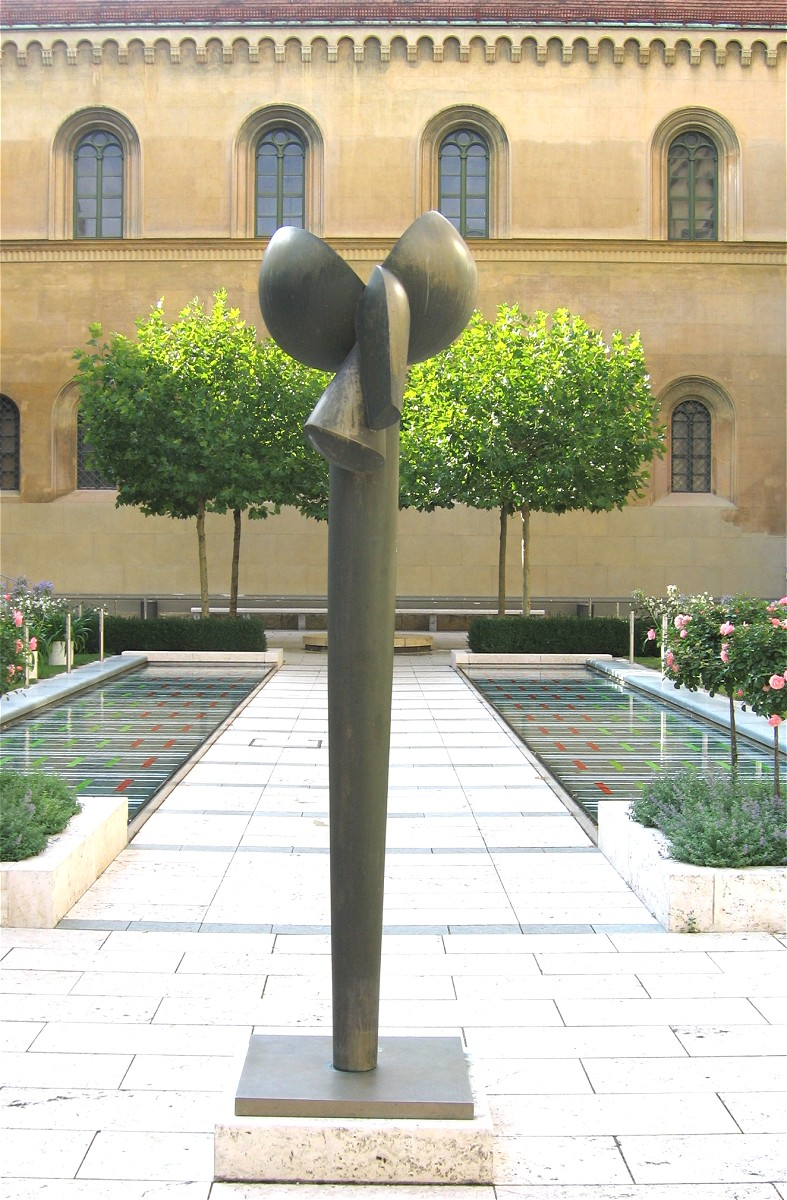
Flora III im Kabinettsgarten der Münchner Residenz

Flora III ist eine Plastik von Fritz Koenig in München. Sie wurde am 4. September 2003 im von Landschaftsarchitekt Peter Kluska neugestalteten  Kabinettsgarten der Münchner Residenz enthüllt.